# Operation Ichi-Go
Operation Ichi-Go (一号作戦 ichigō sakusen?, Operation nummer ett) var ett fälttåg med stora slag mellan den Kejserliga japanska armén och den kinesiska Nationella revolutionära armén, som utkämpades från april till december 1944. Det bestod av tre skilda strider i de kinesiska provinserna Henan, Hunan och Guangxi, vilka var slaget om centrala Henan, slaget om Changsa och slaget om Guilin–Liuzhou.